# Sonne, Sylt und kesse Krabben
Sonne, Sylt und kesse Krabben (Alternativtitel: Nackte Liebe im heißen Sand) ist ein deutscher Erotikfilm aus dem Jahr 1971.

## Handlung
Die beiden Blondinen Katrin und Ingrid gewinnen bei einem Schönheitswettbewerb eine Reise nach Sylt. Während des Inselaufenthalts erkunden die beiden die unzähligen Nacktbadestrände und Nachtclubs der Insel und lernen dabei so manchen attraktiven Mann kennen. Eine weitere Hauptperson im Film ist der Konservenfabrikant Weber, der ständig auf der Suche nach neuen Frauenbekanntschaften ist. Sein direktes Auftreten gegenüber dem anderen Geschlecht sorgt aber stets dafür, dass ihm der Erfolg verwehrt bleibt.

## Trivia
Das Titellied des Films (Nackedi, Nackedu, Nackedeideidei) genießt in Kreisen der Freikörperkultur einen heimlichen Kultstatus. Ingrid Steeger hat in diesem Film eine ihrer ersten Rollen als Schauspielerin, später wurde sie als Ulknudel bei Klimbim bekannt.